# Paulo Iago
Paulo Iago Álvarez Morón (Madrid, España, 10 de abril de 2007), conocido como Paulo Iago o simplemente Paulo, es un futbolista español que juega como centrocampista en el Sporting Clube De Portugal II (filial) de la Tercera Liga Portuguesa.

## Trayectoria
Nacido en Madrid, se aficionó al fútbol a los dos años, animado por su padre, Xosé "Pepe" Álvarez Murias, exfutbolista aficionado de Fonsagrada, Lugo.
Ingresó en el Parque Sureste a los cuatro años, pero se rompió la tibia y el peroné en un accidente de monopatín poco después de su primer entrenamiento. Tras un año de baja, regresó para convertirse en el máximo goleador de su categoría a los cinco años. Fue ojeado por equipos profesionales como el Atlético de Madrid, el Rayo Vallecano y el Real Madrid C. F., algo poco habitual para un jugador de tan corta edad. Pasó brevemente por el Adpi Rivas y el Estrella de Madrid, antes de fichar por el Real Madrid en 2014.
Progresó adecuadamente en La Fábrica, marcando más de 150 goles en sus cinco primeros años en el club. Tras firmar con el superagente Jorge Mendes, firmó su primer contrato con Los Blancos en 2022.

## Selección nacional
Ha representado a España en la categoría sub-15. Fue convocado con la selección sub-16 en agosto de 2022. El 24 de octubre de 2023 fue seleccionado en la lista definitiva de José Lana para representar a España en el Mundial sub-17 de Indonesia.

## Estilo de juego
Goleador prolífico desde el centro del campo, técnicamente dotado y hábil, ha suscitado comparaciones con los ganadores del Balón de Oro Lionel Messi y Luka Modrić.

## Estadísticas

### Clubes
Actualizado al último partido disputado el 24 de noviembre de 2023.
| Club                                | Div.          | Temporada     | Liga  | Liga  | Liga   | Copas nacionales | Copas nacionales | Copas nacionales | Copas internacionales | Copas internacionales | Copas internacionales | Total | Total | Total  |
| Club                                | Div.          | Temporada     | Part. | Goles | Asist. | Part.            | Goles            | Asist.           | Part.                 | Goles                 | Asist.                | Part. | Goles | Asist. |
| ----------------------------------- | ------------- | ------------- | ----- | ----- | ------ | ---------------- | ---------------- | ---------------- | --------------------- | --------------------- | --------------------- | ----- | ----- | ------ |
| Real Madrid Castilla C. F. · España | 1.ª F         | 2023-24       | 0     | 0     | 0      | ―                | ―                | ―                | ―                     | ―                     | ―                     | 0     | 0     | 0      |
| Real Madrid Castilla C. F. · España | Total club    | Total club    | 0     | 0     | 0      | 0                | 0                | 0                | 0                     | 0                     | 0                     | 0     | 0     | 0      |
| Total carrera                       | Total carrera | Total carrera | 0     | 0     | 0      | 0                | 0                | 0                | 0                     | 0                     | 0                     | 0     | 0     | 0      |